# Túnel de base de Lötschberg
O Túnel de base de Lötschberg, o maior túnel terrestre do mundo, é um túnel ferroviário com 34,577 km de extensão entre os cantões de Valais e Berna, na Suíça, e que foi inaugurado em 15 de junho de 2007. O início das operações ficou previsto para 9 de dezembro de 2007.
O túnel, cuja construção foi iniciada em Julho de 1999, faz a ligação entre as comunas de Frutigen, ao norte, e Raron, ao sul.
O túnel de Lötschberg é o terceiro do mundo em extensão, ficando atrás do túnel Seikan, no Japão, e do túnel da Mancha, que liga a França e a Inglaterra.
As velocidades estimadas que os trens alcançarão são de 160 km/h para trens de carga e 250 km/h para trens de passageiros. Com isso, o tempo de viagem entre Alemanha e Itália poderá ser reduzido de 3,5 horas para cerca de 2 horas.

## Estrutura
O custo estimado do projeto é de 4,3 bilhões de francos suíços (cerca de 2,7 bilhões de euros ou R$ 6,9 bilhões). O arco de concreto do túnel possui 8,4 metros de diâmetro. Há canos de drenagem, que conduzem a água para fora do túnel e dutos de energia. Os trilhos foram colocados sobre placas de concreto de baixa vibração. Além disso, existem saídas laterais em caso de acidentes.
A capacidade do túnel é de 72 trens de carga e de 43 de passageiros por dia.

## Imagens

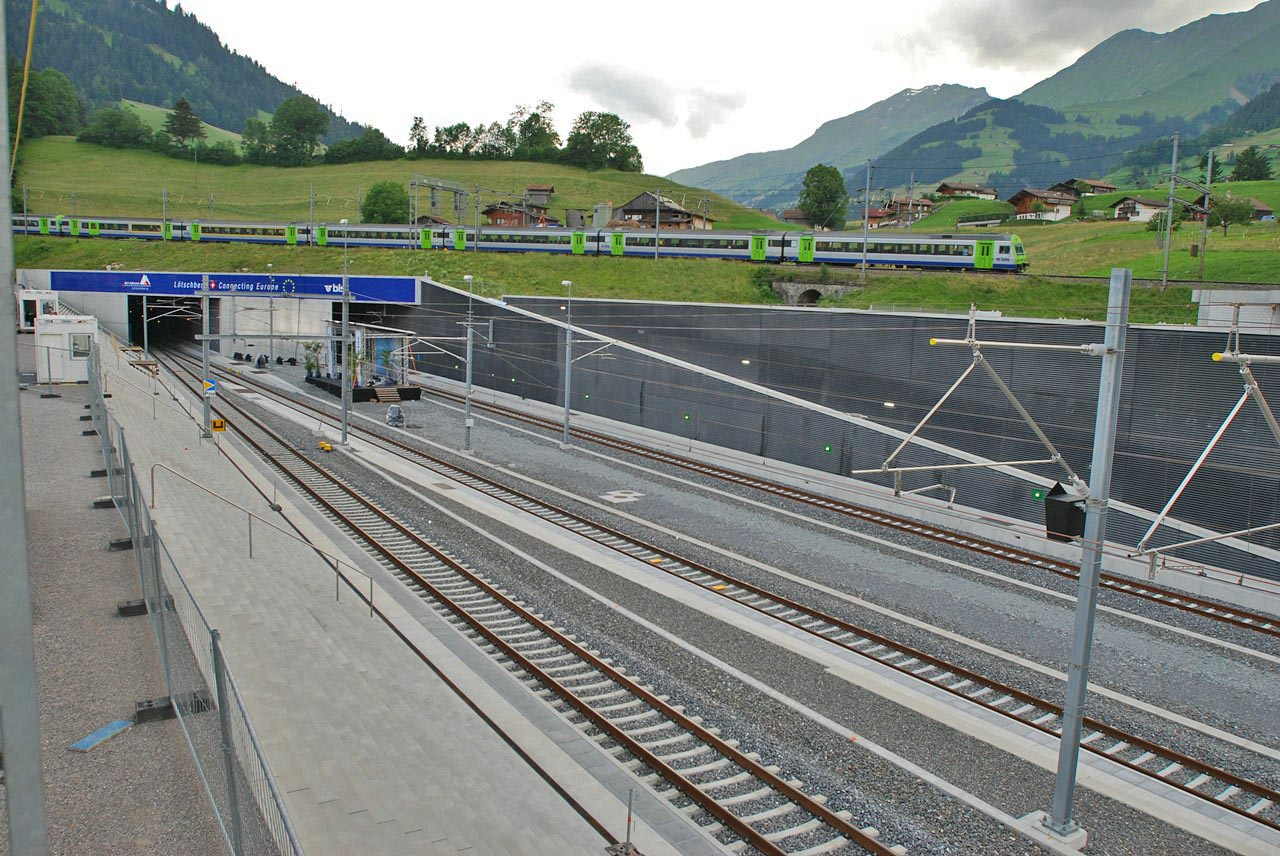
Entrada norte em Frutigen
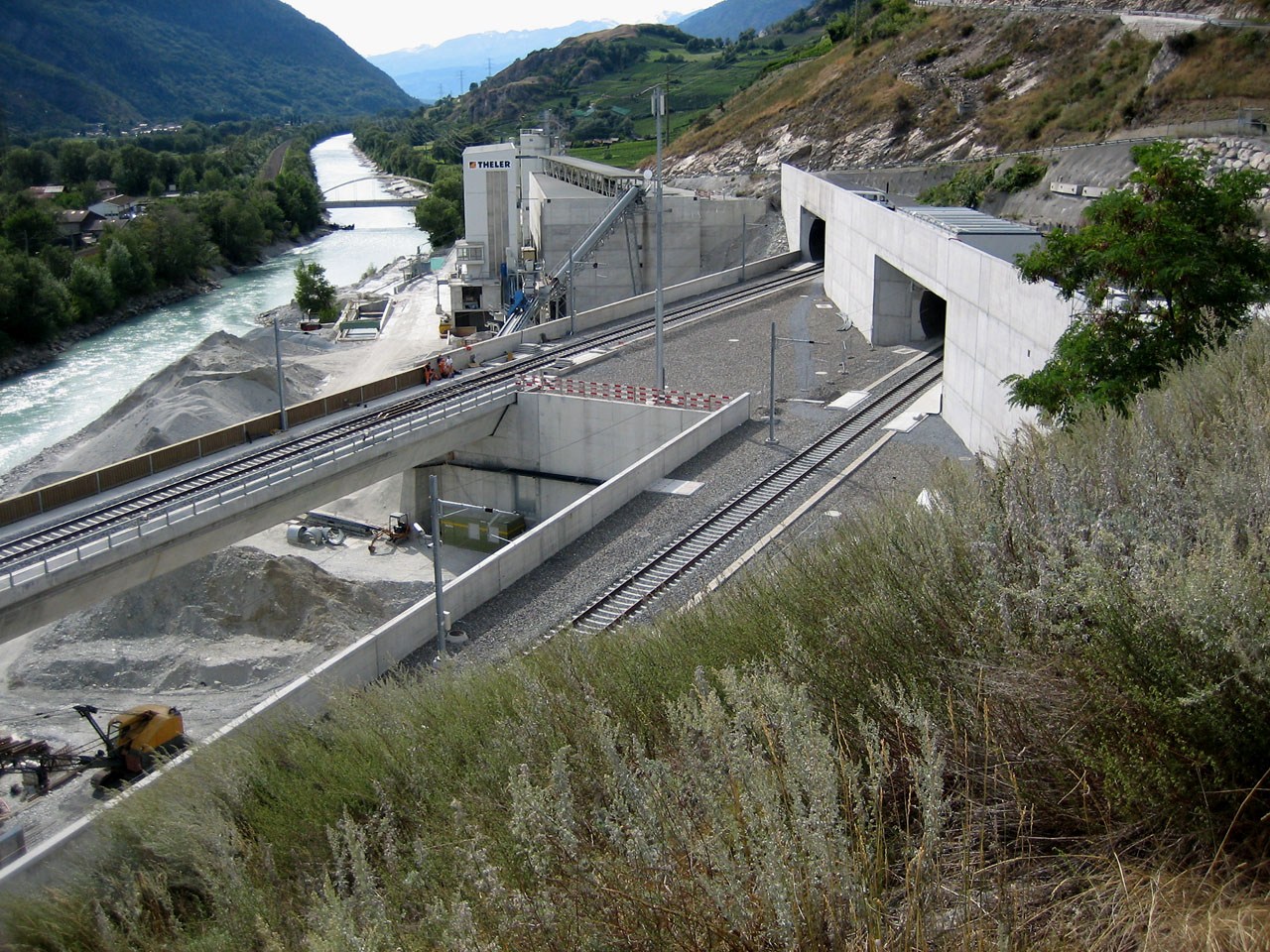
Entrada sul próxima de Raron
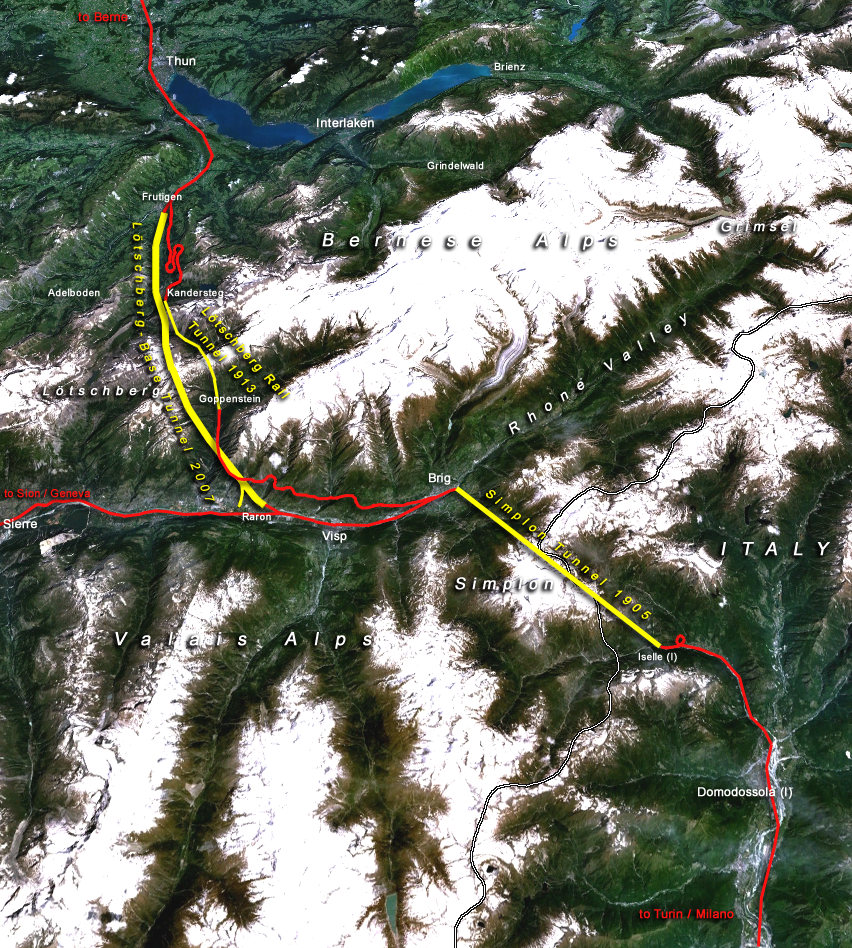
Conjunto com o velho túnel ferroviário de Simplon